# Gewoon barbarakruid
Het gewoon barbarakruid (Barbarea vulgaris) is een plant uit de kruisbloemenfamilie (Cruciferae oftewel Brassicaceae). De soort groeit vooral op zonnige tot licht beschaduwde, open plaatsen op vochtige, matig voedselrijke tot voedselrijke ruigtes zoals bermen, oevers, heggen, duinen, dijkhellingen en langs spoorwegen. De plant is in Nederland en Vlaanderen vrij algemeen. De bladeren zijn eetbaar en bevatten vitamine C.
De tweejarige plant wordt 20-90 cm hoog. De gesteelde wortelbladeren hebben aan beide kanten twee tot vijf eironde tot langwerpige blaadjes en een groot, rondachtig topblaadje. De bovenste stengelbladeren zijn ongesteeld. Deze zijn bochtig ingesneden en hebben geen of een paar zijslippen.
De plant bloeit in april, mei en juni met trossen. Het gele kroonblad is 5-7 mm lang. De kelkbladen zijn kaal. De kroonbladen zijn tweemaal zo lang als de kelkbladen.
De schuin tot rechtafstaande vrucht is een 1,5-3 cm lange hauw met een 2-3 mm lange, spitse snavel.